# Ibrahim Madi
Ibrahim Madi (Marsiglia, 19 maggio 1998) è un calciatore francese naturalizzato comoriano, attaccante dell'Istres.

## Caratteristiche tecniche
È un centravanti.

## Carriera

### Nazionale
Il 10 settembre 2019 ha debuttato con la nazionale comoriana in occasione dell'incontro per i Mondiali 2022 perso 2-0 contro il Togo.

## Statistiche
Statistiche aggiornate al 14 novembre 2020.

### Presenze e reti nei club
| Stagione        | Squadra         | Campionato      | Campionato | Campionato | Coppe nazionali | Coppe nazionali | Coppe nazionali | Coppe continentali | Coppe continentali | Coppe continentali | Altre coppe | Altre coppe | Altre coppe | Totale | Totale | Totale |
| Stagione        | Squadra         | Comp            | Pres       | Reti       | Comp            | Pres            | Reti            | Comp               | Pres               | Reti               | Comp        | Pres        | Reti        | Pres   | Reti   |        |
| --------------- | --------------- | --------------- | ---------- | ---------- | --------------- | --------------- | --------------- | ------------------ | ------------------ | ------------------ | ----------- | ----------- | ----------- | ------ | ------ | ------ |
| 2016-2017       | Nîmes 2         | CFA2            | 14         | 3          |                 | -               | -               |                    | -                  | -                  |             | -           | -           | 14     | 3      |        |
| 2017-2018       | Nîmes 2         | N3              | 19         | 1          |                 | -               | -               |                    | -                  | -                  |             | -           | -           | 19     | 1      |        |
| Totale Nîmes 2  | Totale Nîmes 2  | Totale Nîmes 2  | 33         | 4          |                 | -               | -               |                    | -                  | -                  |             | -           | -           | 33     | 4      |        |
| 2018-2019       | Martigues       | N2              | 26         | 5          | CF              | 0               | 0               |                    | -                  | -                  |             | -           | -           | 26     | 5      |        |
| 2019-2020       | Martigues       | N2              | 19         | 3          | CF              | 0               | 0               |                    | -                  | -                  |             | -           | -           | 19     | 3      |        |
| 2020-2021       | Martigues       | N2              | 6          | 0          | CF              | 0               | 0               |                    | -                  | -                  |             | -           | -           | 6      | 0      |        |
| Totale carriera | Totale carriera | Totale carriera | 84         | 12         |                 | 0               | 0               |                    | -                  | -                  |             | -           | -           | 84     | 12     |        |

### Cronologia presenze e reti in nazionale
| Cronologia completa delle presenze e delle reti in nazionale ― Comore | Cronologia completa delle presenze e delle reti in nazionale ― Comore | Cronologia completa delle presenze e delle reti in nazionale ― Comore | Cronologia completa delle presenze e delle reti in nazionale ― Comore | Cronologia completa delle presenze e delle reti in nazionale ― Comore | Cronologia completa delle presenze e delle reti in nazionale ― Comore | Cronologia completa delle presenze e delle reti in nazionale ― Comore | Cronologia completa delle presenze e delle reti in nazionale ― Comore |
| Data                                                                  | Città                                                                 | In casa                                                               | Risultato                                                             | Ospiti                                                                | Competizione                                                          | Reti                                                                  | Note                                                                  |
| --------------------------------------------------------------------- | --------------------------------------------------------------------- | --------------------------------------------------------------------- | --------------------------------------------------------------------- | --------------------------------------------------------------------- | --------------------------------------------------------------------- | --------------------------------------------------------------------- | --------------------------------------------------------------------- |
| 10-9-2019                                                             | Tunisi                                                                | Comore                                                                | 2 – 1                                                                 | Libia                                                                 | Qual. Mondiali 2022                                                   | -                                                                     | 70’                                                                   |
| 11-10-2020                                                            | Lomé                                                                  | Togo                                                                  | 2 – 0                                                                 | Comore                                                                | Amichevole                                                            | -                                                                     | 88’                                                                   |
| 15-11-2020                                                            | Mitsamiouli                                                           | Comore                                                                | 2 – 1                                                                 | Kenya                                                                 | Qual. Coppa d'Africa 2021                                             | -                                                                     | 71’ 79’                                                               |
| 6-6-2025                                                              | Bloemfontein                                                          | Zambia                                                                | 0 – 1                                                                 | Comore                                                                | Coppa COSAFA 2025                                                     | 1                                                                     | 63’                                                                   |
| Totale                                                                |                                                                       | Presenze                                                              | 4                                                                     |                                                                       | Reti                                                                  | 1                                                                     |                                                                       |